# マンスフィールド山
マンスフィールド山（マンスフィールドさん、英: Mount Mansfield）は、アメリカ合衆国バーモント州のグリーン山脈にある山。標高4395フィート（1,340 m）で、バーモント州の山では最高峰である。
山頂はチッテンデン郡アンダーヒルの町にあり、いくつかの副峰を含む尾根はラモイル郡ストウの町まで伸びており、山の側面はケンブリッジの町にも達している。
東西から見ると、この山は（かなり細長い）人間の横顔のような形状となっており、額、鼻、唇、顎に相当する峰がある。これらの形状は、東側から見たときに最も明瞭であり、顎が最も高い位置にある。
マンスフィールド山は、バーモント州に3か所ある氷河期からの高山ツンドラが残る場所のうちの1つである。付近のキャメルズ・ハンプおよび南にあるアブラハム山には数エーカーの高山ツンドラ地帯が存在するが、マンスフィールド山の頂上は未だに約200エーカー（81ヘクタール）の高山ツンドラ地帯が存在する。1980年、マウント・マンスフィールド自然保護区は国立公園局によって国定自然史跡に指定された。
マウント・マンスフィールド州立森林公園内にあり、様々なレクリエーションや商業目的で利用されている。また、"The Nose"には多くのラジオ局やテレビ局の電波塔がある。主稜線を横切るロングトレイルなど、多くのハイキングコースがある。また、山の東側はストウ・マウンテン・リゾートがあり、冬場のスキー場として利用されている。ストウ・ベース・ロッジから4.5マイル（7.2 km）の有料道路（ほとんどが未舗装の急坂で、ヘアピンカーブがいくつかある）で"The Nose"まで行き、尾根伝いに"The Chin"までハイキングするのが人気の観光コースとなっている。

## 地質および土壌
マンスフィールド山の主な岩盤は、グリーン山脈によく見られる雲母・曹長石・珪岩の結晶片岩である。土壌はほとんどがポドゾルであり、細砂壌土、壌土、シルト壌土の構造を持つ石の混じったの土壌である。

## 由来
山の名称はこの山があったバーモント州マンスフィールド町（後にアンダーヒルとストウの町に分割された）に由来するとされるが、他にも諸説ある。

## スキー
ストウ・マウンテン・リゾートには、エキスパートコースの他、ゴート、スター、ナショナル、リフトラインという「フロント4」と呼ばれるコース群がある。このコースは急勾配で、岩や木などの自然の障害物が多く、手入れもあまりされていない。また、山の麓とその下の斜面には、クロスカントリースキー用のトレイルがある。ブルース・トレイルは山の東側を下り、ティアドロップ・トレイルは西側を下る。ストウ・マウンテン・リゾートのほか、近くのスマグラーズ・ノッチ・リゾートでもスキーを楽しむことができる。

## ギャラリー

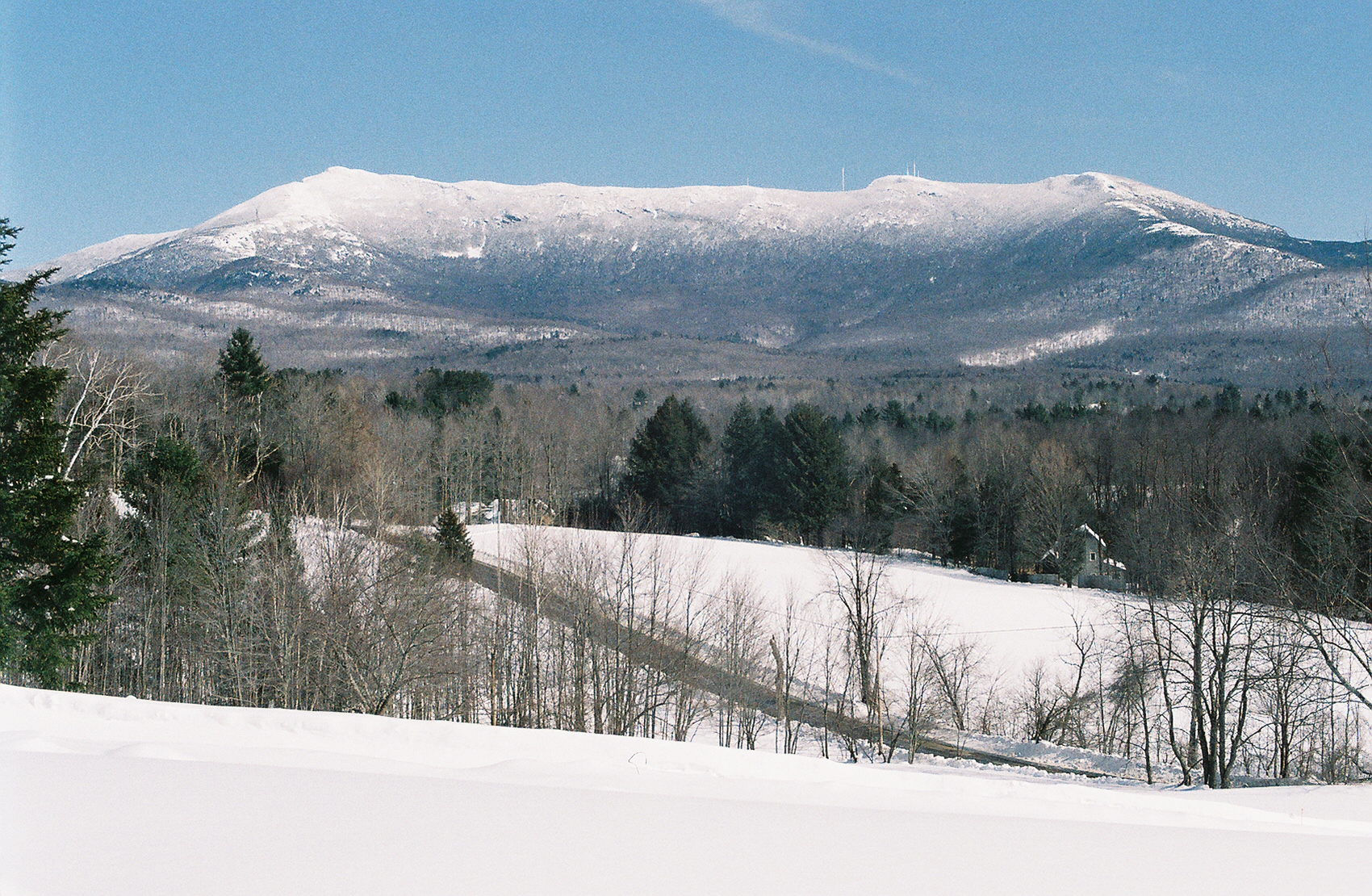
バーモント州アンダーヒルから見たマンスフィールド山の西側斜面。
バーモント州ストウの北に位置するマンスフィールド山。
有料道路から見たマンスフィールド。
マンスフィールドのクルムホルツ地帯にある霧氷。
山頂からキャメルズ・ハンプ方面を南方から望む。
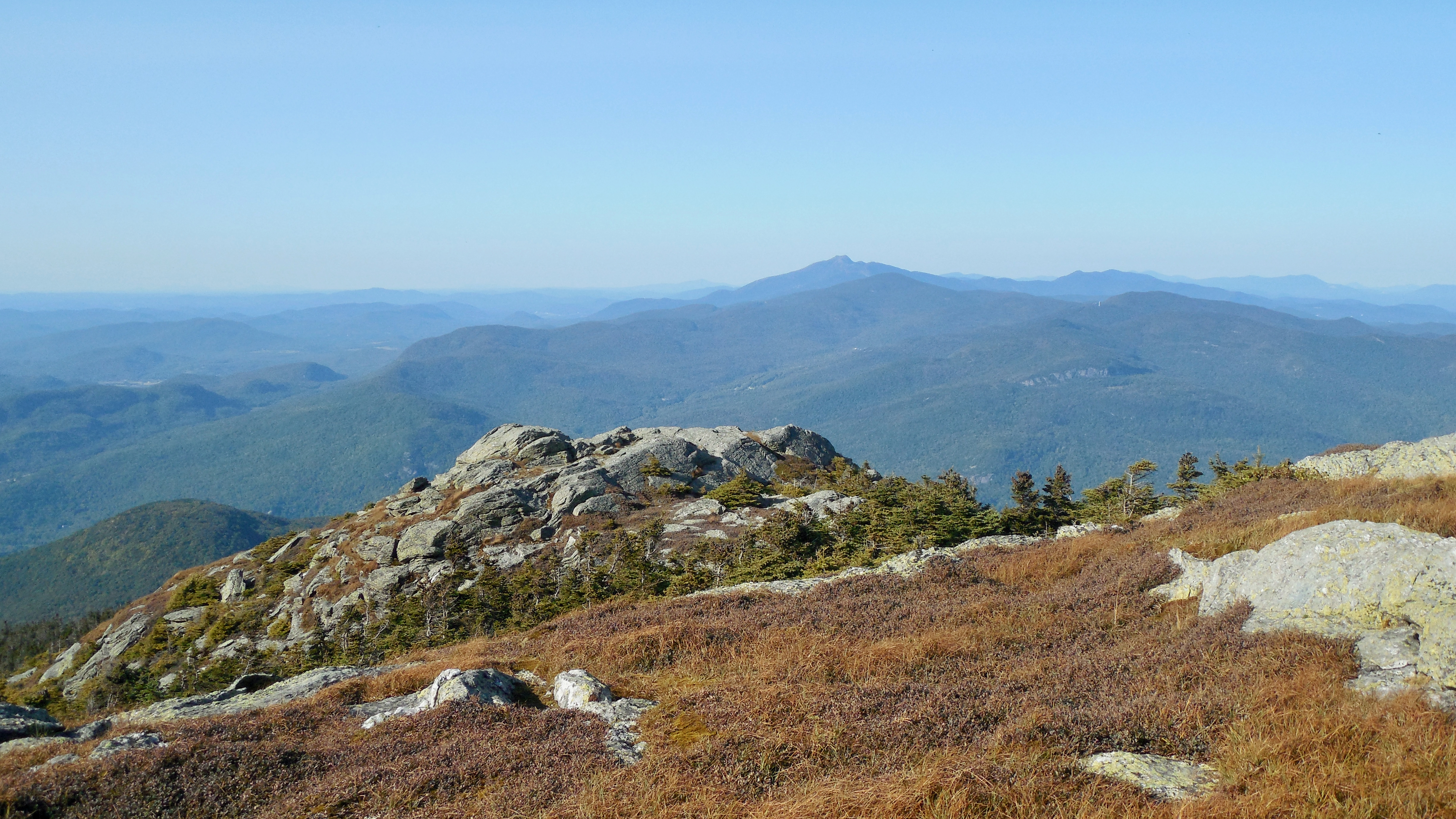
キャメルズ・ハンプの頂上から見たマンスフィールド山の北側の眺め。
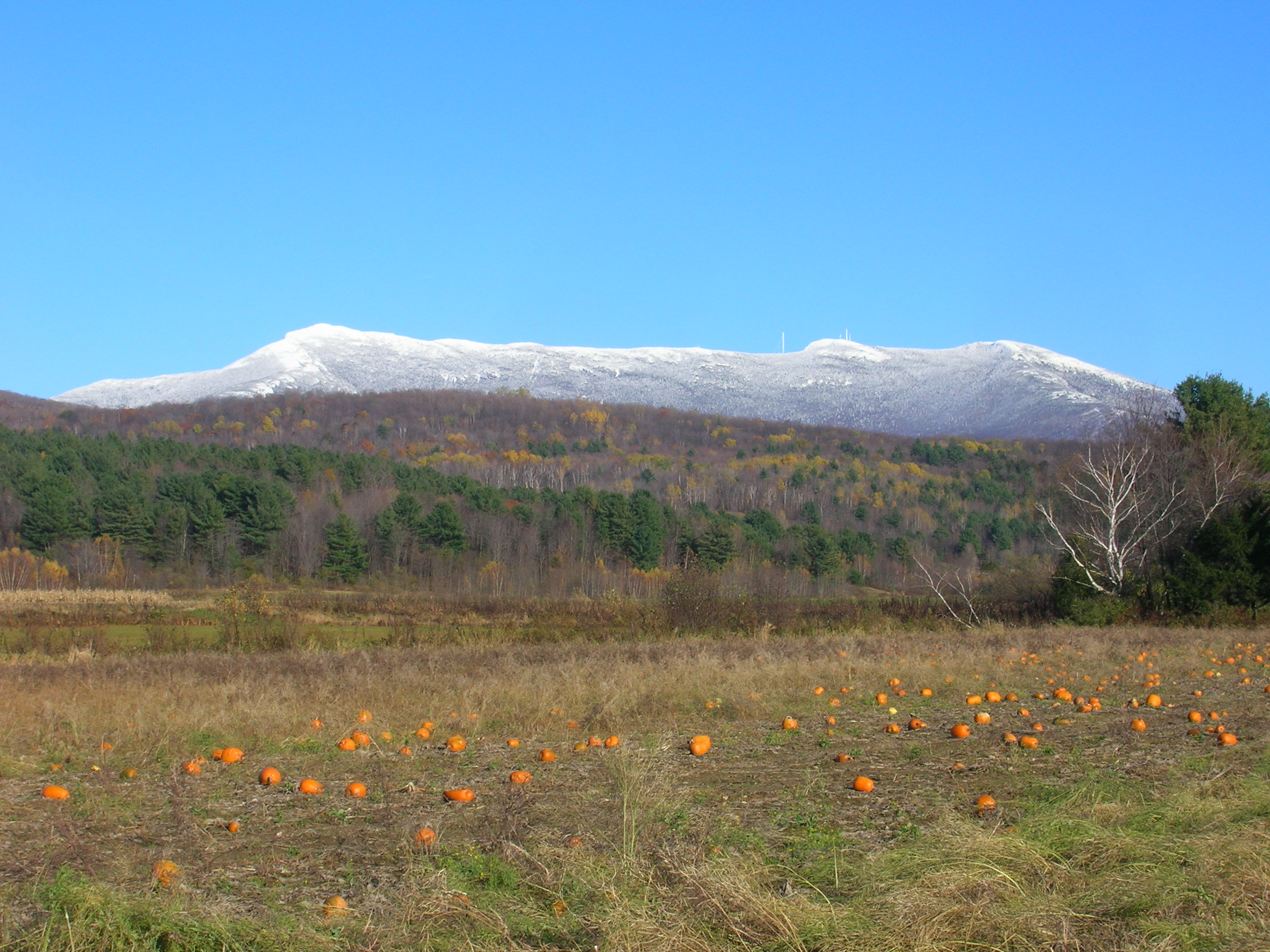
バーモント州アンダーヒルのリバーロードからの眺め。
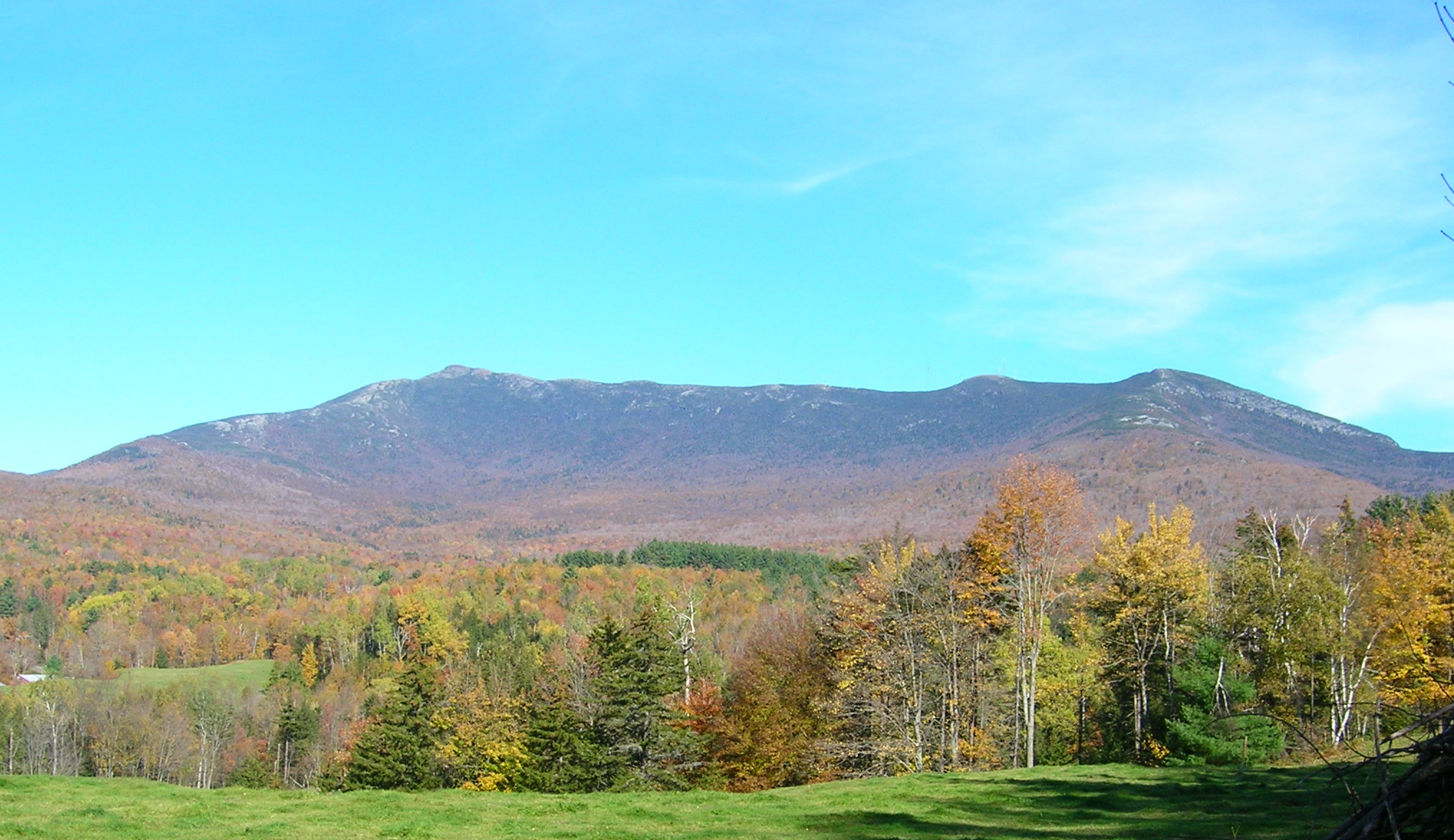
アンダーヒルのスティーブンスビル・ロードからの眺め。
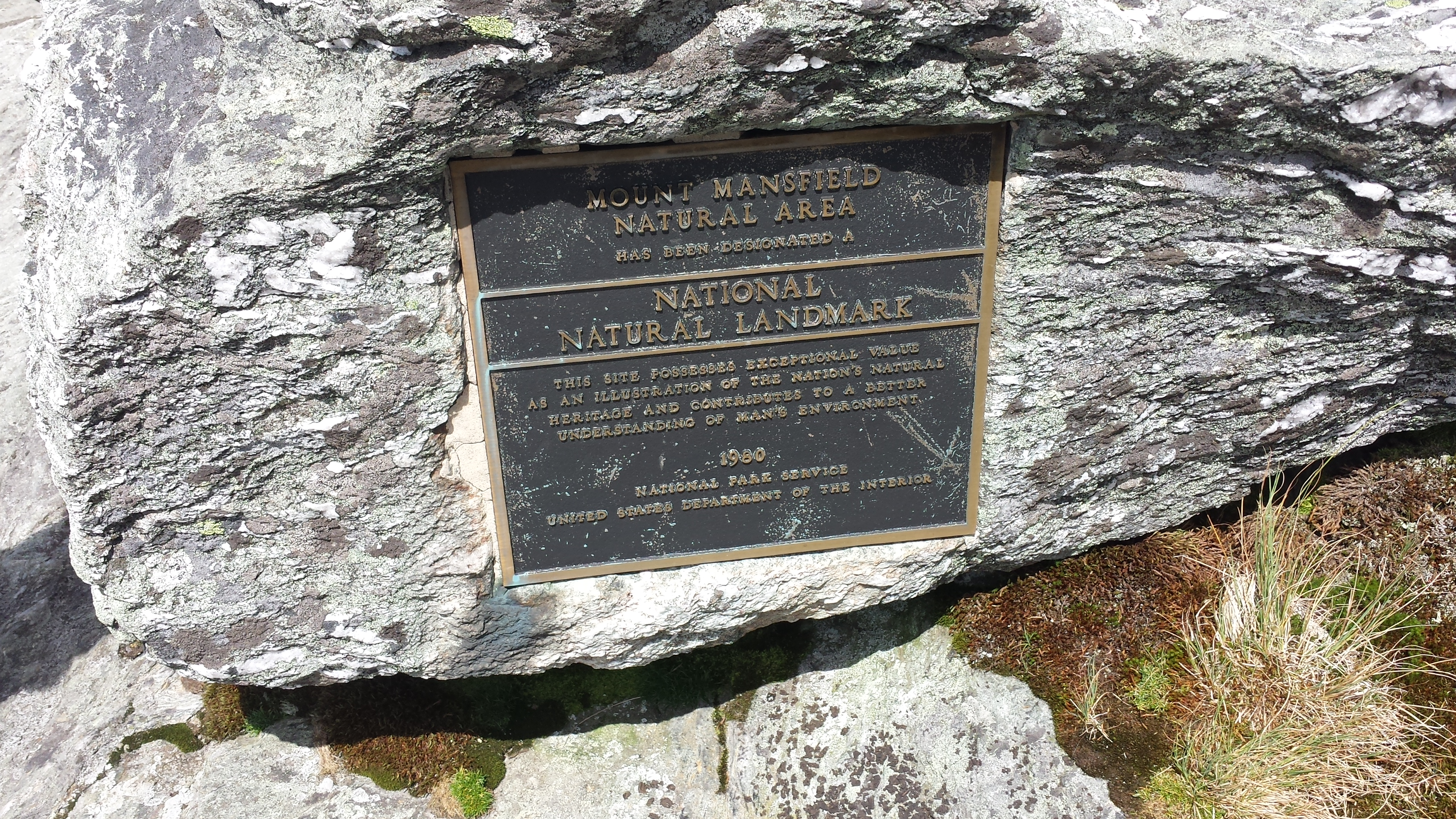
マンスフィールド山の「顎」と「鼻」の間のロングトレイルにあるプレート。

## 気候
マンスフィールド山は、夏は温暖となる亜寒帯湿潤気候（Dfb）である。
| Mount Mansfield, Vermont 1991-2020の気候 | Mount Mansfield, Vermont 1991-2020の気候 | Mount Mansfield, Vermont 1991-2020の気候 | Mount Mansfield, Vermont 1991-2020の気候 | Mount Mansfield, Vermont 1991-2020の気候 | Mount Mansfield, Vermont 1991-2020の気候 | Mount Mansfield, Vermont 1991-2020の気候 | Mount Mansfield, Vermont 1991-2020の気候 | Mount Mansfield, Vermont 1991-2020の気候 | Mount Mansfield, Vermont 1991-2020の気候 | Mount Mansfield, Vermont 1991-2020の気候 | Mount Mansfield, Vermont 1991-2020の気候 | Mount Mansfield, Vermont 1991-2020の気候 | Mount Mansfield, Vermont 1991-2020の気候 |
| 月                                       | 1月                                      | 2月                                      | 3月                                      | 4月                                      | 5月                                      | 6月                                      | 7月                                      | 8月                                      | 9月                                      | 10月                                     | 11月                                     | 12月                                     | 年                                       |
| ---------------------------------------- | ---------------------------------------- | ---------------------------------------- | ---------------------------------------- | ---------------------------------------- | ---------------------------------------- | ---------------------------------------- | ---------------------------------------- | ---------------------------------------- | ---------------------------------------- | ---------------------------------------- | ---------------------------------------- | ---------------------------------------- | ---------------------------------------- |
| 最高気温記録 °F （°C）                   | 53 (12)                                  | 56 (13)                                  | 65 (18)                                  | 74 (23)                                  | 85 (29)                                  | 84 (29)                                  | 84 (29)                                  | 82 (28)                                  | 79 (26)                                  | 71 (22)                                  | 63 (17)                                  | 60 (16)                                  | 85 (29)                                  |
| 平均最高気温 °F （°C）                   | 21.1 (−6.1)                              | 22.7 (−5.2)                              | 30.2 (−1)                                | 42.6 (5.9)                               | 57.0 (13.9)                              | 65.3 (18.5)                              | 69.0 (20.6)                              | 67.6 (19.8)                              | 61.1 (16.2)                              | 47.7 (8.7)                               | 36.2 (2.3)                               | 26.6 (−3)                                | 45.59 (7.55)                             |
| 日平均気温 °F （°C）                     | 13.4 (−10.3)                             | 15.0 (−9.4)                              | 22.9 (−5.1)                              | 35.0 (1.7)                               | 48.9 (9.4)                               | 57.8 (14.3)                              | 62.2 (16.8)                              | 60.9 (16.1)                              | 54.2 (12.3)                              | 41.4 (5.2)                               | 29.8 (−1.2)                              | 19.8 (−6.8)                              | 38.44 (3.58)                             |
| 平均最低気温 °F （°C）                   | 5.7 (−14.6)                              | 7.3 (−13.7)                              | 15.6 (−9.1)                              | 27.5 (−2.5)                              | 40.8 (4.9)                               | 50.3 (10.2)                              | 55.4 (13)                                | 54.2 (12.3)                              | 47.3 (8.5)                               | 35.1 (1.7)                               | 23.4 (−4.8)                              | 12.9 (−10.6)                             | 31.29 (−0.39)                            |
| 最低気温記録 °F （°C）                   | −39 (−39)                                | −38 (−39)                                | −29 (−34)                                | −16 (−27)                                | 5 (−15)                                  | 20 (−7)                                  | 24 (−4)                                  | 21 (−6)                                  | 12 (−11)                                 | −5 (−21)                                 | −15 (−26)                                | −38 (−39)                                | −39 (−39)                                |
| 降水量 inch （mm）                       | 5.62 (142.7)                             | 5.26 (133.6)                             | 5.88 (149.4)                             | 6.31 (160.3)                             | 6.88 (174.8)                             | 7.86 (199.6)                             | 7.31 (185.7)                             | 6.89 (175)                               | 7.26 (184.4)                             | 7.63 (193.8)                             | 6.68 (169.7)                             | 7.51 (190.8)                             | 81.09 (2,059.8)                          |
| 降雪量 inch （cm）                       | 40.9 (103.9)                             | 44.6 (113.3)                             | 38.7 (98.3)                              | 21.4 (54.4)                              | 5.5 (14)                                 | 0.0 (0)                                  | 0.0 (0)                                  | 0.0 (0)                                  | 0.1 (0.3)                                | 10.1 (25.7)                              | 30.4 (77.2)                              | 43.2 (109.7)                             | 234.9 (596.8)                            |
| 平均降水日数 （≥0.01 in）                | 20                                       | 16                                       | 16                                       | 15                                       | 15                                       | 16                                       | 15                                       | 16                                       | 15                                       | 15                                       | 18                                       | 21                                       | 198                                      |
| 出典：Weather Atlas                      |                                          |                                          |                                          |                                          |                                          |                                          |                                          |                                          |                                          |                                          |                                          |                                          |                                          |